# Дакхунг

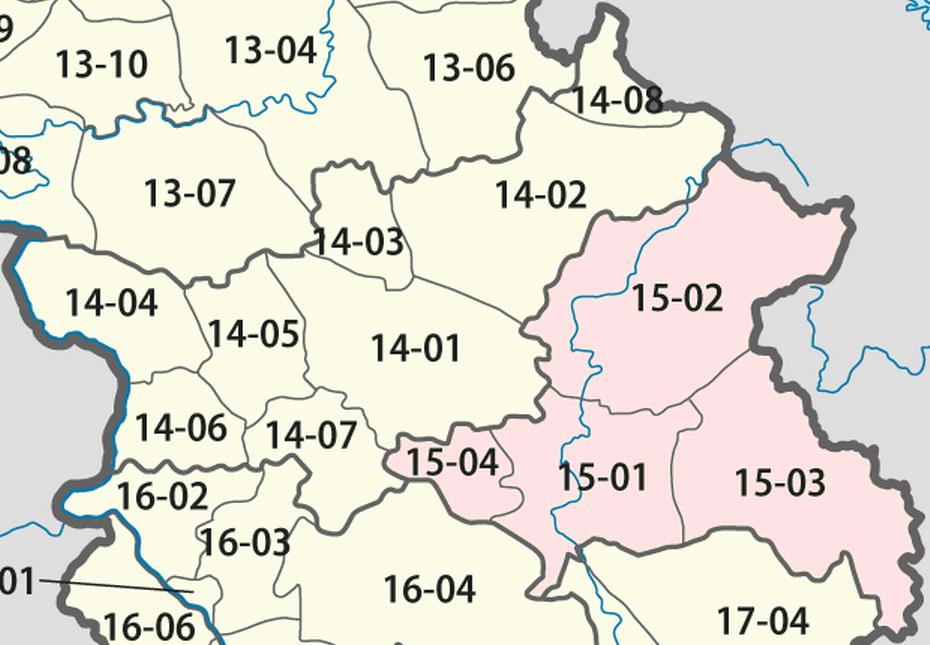
Число 15-03

Дакхунг — один з районів (лаос. ເມືອງ муанг) провінції Секонг, Лаос.